# محرك رباعي الأشواط

دورة رباعية الأشواط تستخدم في محركات البنزين. يمثل الجزء المتلون بالأزرق شوط السحب، ويمثل الجزء المتلون بالأصفر شوط العادم. جدار الأسطوانة رقيق مبرد بالماء.

طريقة الأشواط الأربعة لدورة التشغيل يعمل على أساسها محرك ديزل (المازوت) ومحرك أوتو (البنزين)، تنتج عنها لفتين للعمود المرفقي، ويدور عمود الحدبات مرة واحدة فقط، لأن صمام المحرك لا ينفتح سوى مرة واحدة في كل دورة تشغيل.
ولا تنقل القدرة إلى العمود المرفقي إلا في شوط القدرة، أما الطاقة اللازمة لشوط الانضغاط وشوط السحب وشوط الطرد فيلزم جلبها من الخارج، وهذا ما تفعله الحدافة، التي تعمل بمثابة خزان طاقة. ويتم التحكم في الصمامات عن طريق عمود الحدبات الذي يدور بنصف سرعة دوران العمود المرفقي، وذلك لأن كل صمام لا يعمل سوى مرة واحدة فقط أثناء الأشواط الأربعة.

## الأشواط

### 1 - السحب
شوط السحب - يتحرّك الكباس من النقطة الميتة العليا (ن.م.ع) إلى النقطة الميتة السفلى (ن.م.س)، ويكون صمام الدخول مفتوحاً. يتدفق خليط الهواء والوقود الغازي جزئيا إلى الأسطوانة (لمحرك أوتو) أو الهواء فقط (لمحرك ديزل).

### 2 - الانضغاط
شوط الانضغاط - يتحرّك الكباس من النقطة الميتة السفلى (ن.م.س) إلى النقطة الميتة العليا (ن.م.ع)، ويكون صمام الدخول وصمام الخروج مُغلقان، ويُضغط الخليط المسحوب أو الهواء.

### 3 - القدرة
شوط القدرة أو الاحتراق - في محرك أوتّو يُشعل الخليط المضغوط بشرارة قبل وصول الكبّاس إلى (ن.م.ع) بقليل. وفي محرك ديزل يُحقن الوقود في الهواء المضغوط بشدة، فيشتعل ذاتياً. يؤدي ضغط الاحتراق الناشئ (في الحالتين) إلى دفع الكبّاس للأسفل حتى النقطة الميتة السُفلى (ن.م.س).

### 4 - العادم
شوط العادم - يتحرّك الكبّاس عندما يكون صمام العادم مفتوحاً من النقطة الميتة السُفلى (ن.م.س) إلى النقطة الميتة العُليا (ن.م.ع). وتُدفع الشُحنة المُحترقة من الأسطوانة إلى ماسورة العادم، ومنها إلى الهواء الخارجي.

## الاستعمال
موجود في السيارات، والشاحنات، والدراجات النارية، والآلات الآخرى.